# Důl Eduard Urx 5
Důl Eduard Urx 5 byl černouhelný důl, který se nacházel v Koblově ve východním poli dolu Anselm, v tzv. Antošovické kupě.

## Historie
V místě budoucího důlního pole se nacházela výdušní jáma Anselm 4 (později Eduard Urx 4), která byla založena v roce 1921 Vítkovickým horním a hutním těžířstvem. V období 50. let 20. století zde probíhaly průzkumné práce pomocí geologických vrtů. Ze strany dolu Eduard Urx (Anselm) byla v tomto dobývacím poli vytěžena část zásob uhlí.
V létech 1961 až 1970 proběhla společná rekonstrukce dolů Vítězný únor (František), Eduard Urx (Anselm) a Stachanov (Hubert). V roce 1961 byl založen pomocný důl pro důl Eduard Urx 1 (Anselm). V místě výdušné jámy Anselm 4 byly provedeny úpravy areálu tak, aby v její blízkosti v roce 1962 mohlo být zahájeno hloubení těžní jámy Eduard Urx 5. Do roku 1966 těžní jáma byla prohloubena do hloubky 695,4 m, profil jámy byl kruhový o průměru 6 m. Větrní jáma, jejíž hloubka činila 500 m z roku 1928, byla prohloubena v letech 1962 až 1963 na konečnou hloubku 603,2 m, profil jámy byl kruhový o průměru 6,1 m a byla vybavena novými axiálními ventilátory.
1. ledna 1964 vznikl důlní podnik Vítězný únor. V novém organizačním členění důl Eduard Urx 1 (Anselm) se stává pomocným závodem č. 2 a v roce 1973 pomocným závodem dolu Eduard Urx 5, který převzal funkci mateřského dolu. Po rozdělení Dolu Stachanov 1. ledna 1974 bylo přičleněno k dolu Eduard Urx důlní pole větrní jámy Vrbice. Od 1. dubna 1991 se pro důl Eduard Urx začalo používat označení lokalita Koblov a pro těžní jámu označení K5, pro výdušnou K4.

## Těžba uhlí
Zkušební těžba byla zahájena 15. prosince 1966 ze sloje Růžena. Provozní těžba začala od října 1967.
Dobývaly se sloje spodních hrušovských a petřkovických vrstev ostravského souvrství. Uhlí bylo dobýváno z hloubky 880 m. Vytěžené uhlí bylo dopravováno podzemím na centrální skipovou jámu Dolu Vítězný únor 2 v Ostravě-Přívoze. Těžba byla ukončena 30. května 1994. V červnu 1996 bylo zahájena likvidace výdušné jámy K4 zasypáním popílkocementovou směsí. Těžní jáma K5 byla zasypána v roce 1997. Těžní věž byla likvidována odstřelem trhaviny 9. března 1998.

## Údaje o dole Eduard Urx 5
dle
| Název                       | druh jámy     | založení | hloubka jámy [m] | likvidace jámy | těžba       | vytěženo [t]    | dobývací pole [ha] | počet pater |
| --------------------------- | ------------- | -------- | ---------------- | -------------- | ----------- | --------------- | ------------------ | ----------- |
| Eduard Urx 5 / K5           | těžní, vtažná | 1961     | 882,5            | 1997           | 1967 – 1994 | 400 – 600 tisíc | 530                | 9           |
| Eduard Urx 4 / Anselm 4/ K4 | větrní        | 1921     | 603,7            | 1998           | -           | 400 – 600 tisíc | 530                |             |
| Větrná jáma Vrbice          | výdušná       | 1911     | 386,7            | 1992           | -           | 400 – 600 tisíc | 530                | 6           |